# Кармело Хейс
Кристиан Бригам (англ. Christian Brigham, род. 1 августа 1994, Вустер, Массачусетс) — американский рестлер, в настоящее время выступающий в WWE на бренде NXT под именем Кармело Хейс (англ. Carmelo Hayes), где является бывшим чемпионом NXT.
Хейс — бывший однократный и финальный чемпион NXT в первом тяжёлом весе и бывший двукратный североамериканский чемпион NXT. До подписания контракта с WWE он выступал на независимой сцене под именем Кристиан Казанова (англ. Christian Casanova).

## Карьера в рестлинге

### Независимая сцена (2014—2021)
После обучения у Брайана Фьюри, 12 апреля 2014 года Бригам дебютировал в рестлинге в независимом промоушене Chaotic Wrestling, проиграв Майки Веббу. В течение следующих нескольких лет он работал в различных промоушенах, включая Beyond Wrestling, где выиграл турнир «Гордость Новой Англии завтрашнего дня». 17 марта 2016 года Бригам выиграл титул чемпиона Новой Англии Chaotic Wrestling. 16 марта 2018 года Казанова выиграл командное чемпионство Chaotic Wrestling вместе с Трипилишесом. 29 марта 2019 года Казанова впервые выиграл чемпионство Chaotic Wrestling в тяжёлом весе, а 30 августа выиграл его во второй раз, став таким образом двенадцатым чемпионом Тройной короны в Chaotic Wrestling. 19 декабря 2020 года он выиграл «Кубок страны отпусков» в Limitless Wrestling.

### WWE

#### Чемпион NXT (с 2023)
С помощью Трика Уильямса Хейс победил Брона Брейккера 1 апреля и выиграл титул чемпиона NXT в главном событии Stand & Deliver. Это сделало Хейса первым человеком, который владел чемпионствами Северной Америки, в первом тяжёлом веса и NXT.

## Титулы и достижения
- Beyond Wrestling
  - Турнир «Будущая гордость Новой Англии» (2019)[5]
- Chaotic Wrestling
  - Чемпион Chaotic Wrestling в тяжёлом весе (2 раза)[6][7][8][9][10]
  - Чемпион Новой Англии Chaotic Wrestling (1 раз)[11][12][13]
  - Командный чемпион Chaotic Wrestling (1 раз) — с Трипилишесом[14][15][16]
  - Двенадцатый чемпион Тройной короны
- Liberty States Pro Wrestling
  - Чемпион Liberty States в тяжёлом весе (1 раз)[17]
- Limitless Wrestling
  - Чемпион мира Limitless Wrestling (1 раз)[18][19][20]
  - Кубок страны отпусков (2020)[21]
- Lucky Pro Wrestling
  - Командный чемпион LPW (1 раз) — с Элиа Маркопулосом[22][23][24]
- Pro Wrestling Illustrated
  - № 13 в топ 500 рестлеров в рейтинге PWI 500 в 2023[25]
- Northeast Championship Wrestling
  - Чемпион Новой Англии NCW (1 раз)[26][27][28]
- Northeast Wrestling
  - Чемпион прямого эфира NEW (1 раз)[29][30][31]
- WWE
  - Чемпион NXT (1 раз)
  - Североамериканский чемпион NXT (2 раза)[32][33]
  - Чемпион NXT в первом тяжёлом весе (1 раз, финальный)[34][35]
  - NXT Breakout Tournament (2021)[36][37]